# Sayornis nigricans
El mosquero negro (Sayornis nigricans) es una especie de ave paseriforme de la familia Tyrannidae, una de las tres pertenecientes al género Sayornis. Es nativo del oeste y sur de América del Norte, de América Central y de regiones andinas de América del Sur.

## Nombres comunes
Además de mosquero negro (en México y Panamá), se le denomina también mosquero de agua (en Costa Rica, Honduras y Perú), cazamoscas negro (en Nicaragua), tigüín de agua (en Venezuela), atrapamoscas cuidapuentes o guardapuentes (en Colombia), febe guardarríos (en Ecuador), pitajo negruzco o viudita de río (en Argentina).

## Distribución y hábitat
Esta especie es residente reproductiva desde la costa del suroeste de Oregón, en Estados Unidos, hasta Baja California y sur de Texas, la mayor parte de México, Guatemala, Belice, Honduras, El Salvador, Nicaragua, Costa Rica y localmente en Panamá; desde las montañas del norte de Venezuela, hacia el sur a lo largo de la cordillera de los Andes de Colombia, Ecuador, Perú, Bolivia, hasta el noroeste de Argentina (hasta Catamarca). En los inviernos boreales algunas poblaciones, principalmente del centro oeste de Estados Unidos, realizan una migración parcial, desocupando áreas más norteñas hacia el sur; y otras, de México, ocupan áreas no reproductivas en el noroeste y en Baja California.
Esta especie es considerada bastante común en sus hábitats naturales, invariablemente asociados con agua, que incluyen acantilados costeros, barrancas de ríos, arroyos y cursos de agua, bordes de lagos y lagunas efímeras, fuentes en parques y abrevaderos de ganado. Forrajea en áreas abiertas sobre aguas, pastos y otros substratos. Desde el nivel del mar hasta altitudes de 3000 m. Cualquier suministro de agua semi-permanente, con el debido acompañamiento de barro, que requiere para construir su nido, es interesante para esta especie. A pesar de que prefiere áreas abiertas, también ocurre en áreas forestales.

## Descripción
Mide alrededor de 17,5 cm, y a diferencia de otros mosqueros, tiene un plumaje altamente contrastante, con una coloración marrón oscura o negra en la cabeza, el pecho, la espalda, las alas y la cola, y blanca en el vientre y debajo de las alas. Esta especie pasa también más tiempo junto a corrientes de agua y charcos que los demás mosqueros, y no migra, sino que permanece en el mismo lugar durante todo el año. Suele menear su cola cuando se coloca sobre una rama o un poste y se "agazapa" en busca de un insecto; cuando lo divisa, vuela para atraparlo y luego regresa a su rama o punto de apoyo. 
Su canto consta de una serie de frases, repitiendo un patrón que suena como «sisee» y «sitsew», y su llamada es similar a la del mosquero fibí.

## Sistemática

### Descripción original
La especie S. nigricans fue descrita por primera vez por el naturalista británico William Swainson en 1827 bajo el nombre científico Tyrannula nigricans; su localidad tipo es: «meseta de México, posteriormente designado como valle de México».

### Etimología
El nombre genérico masculino «Sayornis» proviene del nombre específico Muscicapa saya (cuyo epíteto conmemora al entomólogo estadounidense Thomas Say 1787-1834) y se compone con la palabra del griego «ornis, ornithos» que significa ‘ave’; y el nombre de la especie «nigricans», en latín significa ‘negruzco’.

### Taxonomía
Los dos grupos de subespecies, nigricans (de Norte y Centroamérica)  y latirostris (de Sudamérica), a veces son considerados como dos especies separadas.

### Subespecies

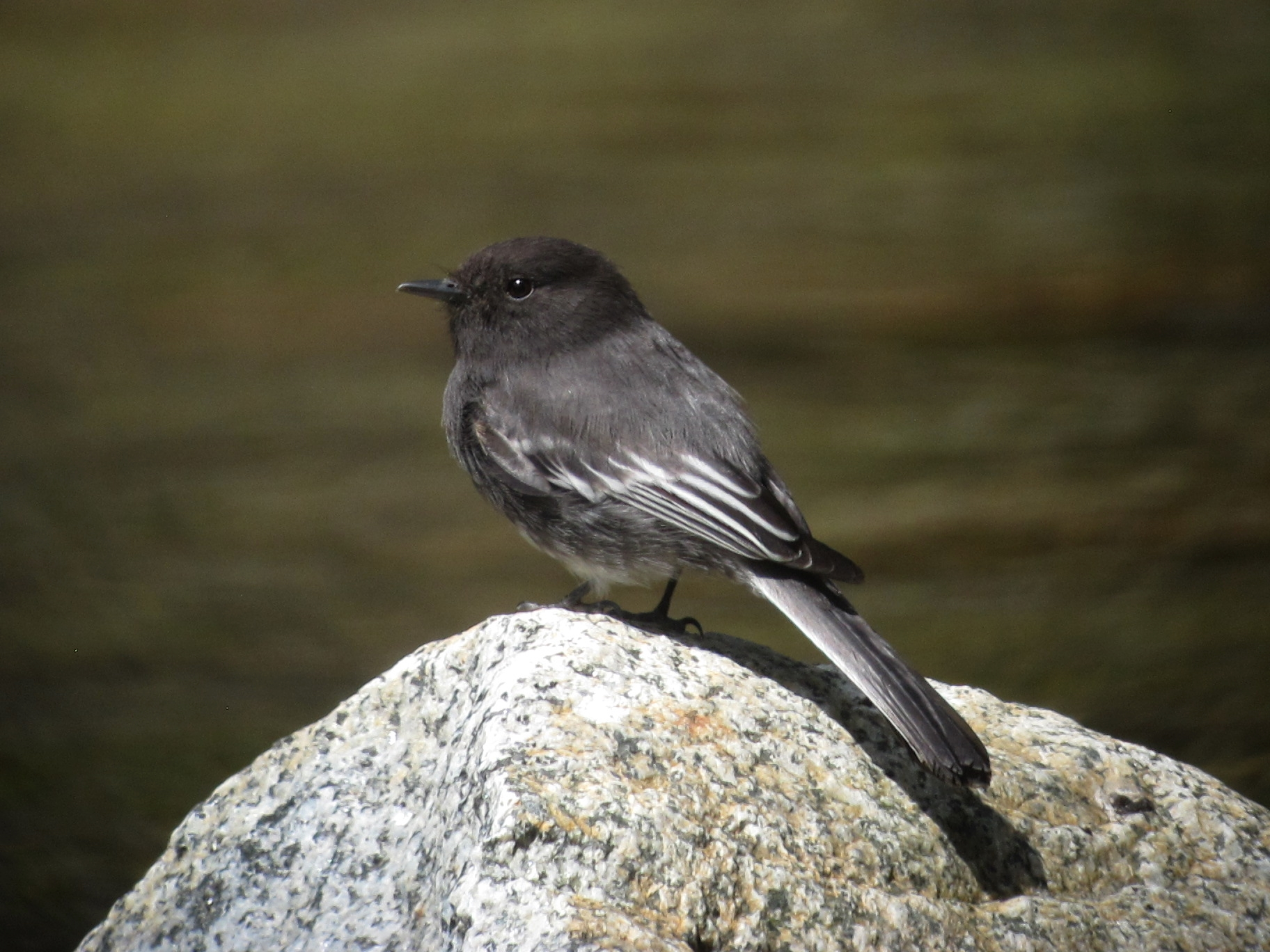
Sayornis nigricans angustirostris, en Sonsón, Antioquia, Colombia.

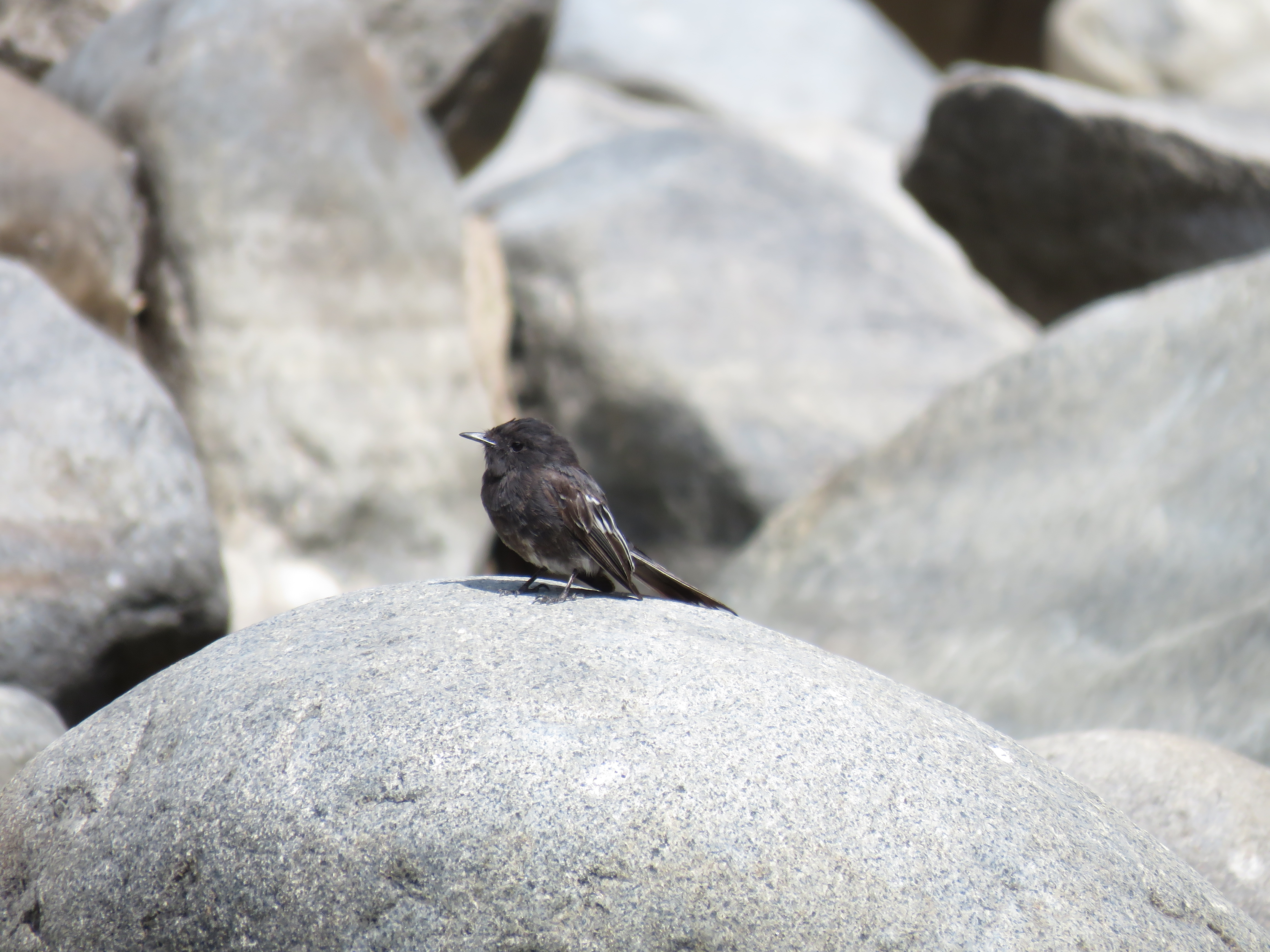
Sayornis nigricans, en Refugio de Vida Silvestre Laquipampa, Lambayeque, Perú.

Según las clasificaciones del Congreso Ornitológico Internacional (IOC) y Clements Checklist/eBird se reconocen seis subespecies, con su correspondiente distribución geográfica:
- Grupo politípico nigricans:
  - Sayornis nigricans semiater (Vigors), 1839 – oeste de Estados Unidos (al sur desde la costa de Oregón, al sureste hasta el oeste y centro de Texas) y oeste de México (Baja California, Sonora hasta el norte de Coahuila, Zacatecas y norte de Nayarit).
  - Sayornis nigricans nigricans (Swainson), 1827 – norte, centro y sur de México (desde el sur de Coahuila y Jalisco hasta el sur de Chiapas).
  - Sayornis nigricans aquaticus P.L. Sclater & Salvin, 1859 – México (noreste de Chiapas) al sur hasta el centro de Honduras y centro norte de Nicaragua.
  - Sayornis nigricans amnicola Bangs, 1902 – Costa Rica y oeste de Panamá (Chiriquí, Bocas del Toro).

- Grupo politípico latirostris/angustirostris:
  - Sayornis nigricans angustirostris Berlepsch & Stolzmann, 1896 – centro y este de Panamá (al este desde el este de Colón), Sierra Nevada de Santa Marta, Serranía del Perijá y cordillera de la Costa de Venezuela, hacia el sur a lo largo de los Andes hasta el centro de Bolivia.
  - Sayornis nigricans latirostris (Cabanis & Heine), 1860 – montañas y colinas del centro y sur de Bolivia (al sur desde Cochabamba) y noroeste de Argentina (al sur hasta Catamarca).